# Pescarolo Sport

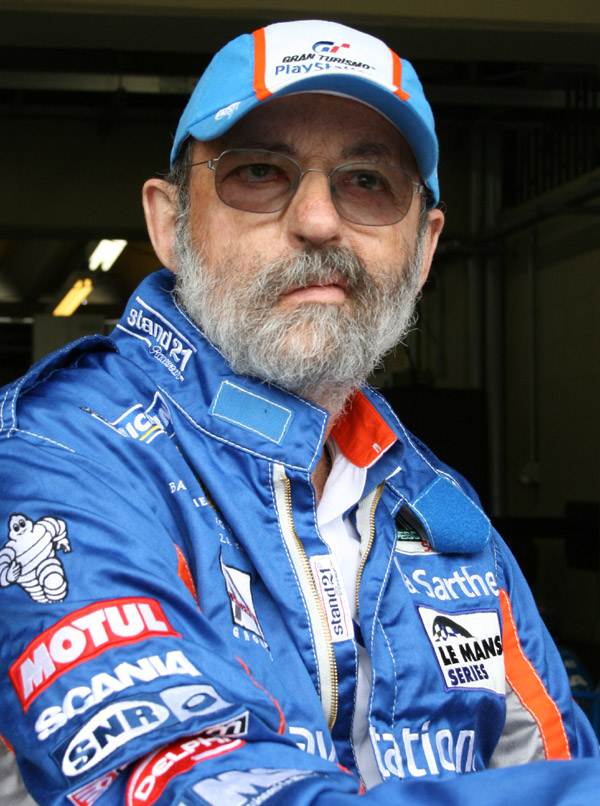
Stallägaren Henri Pescarolo.

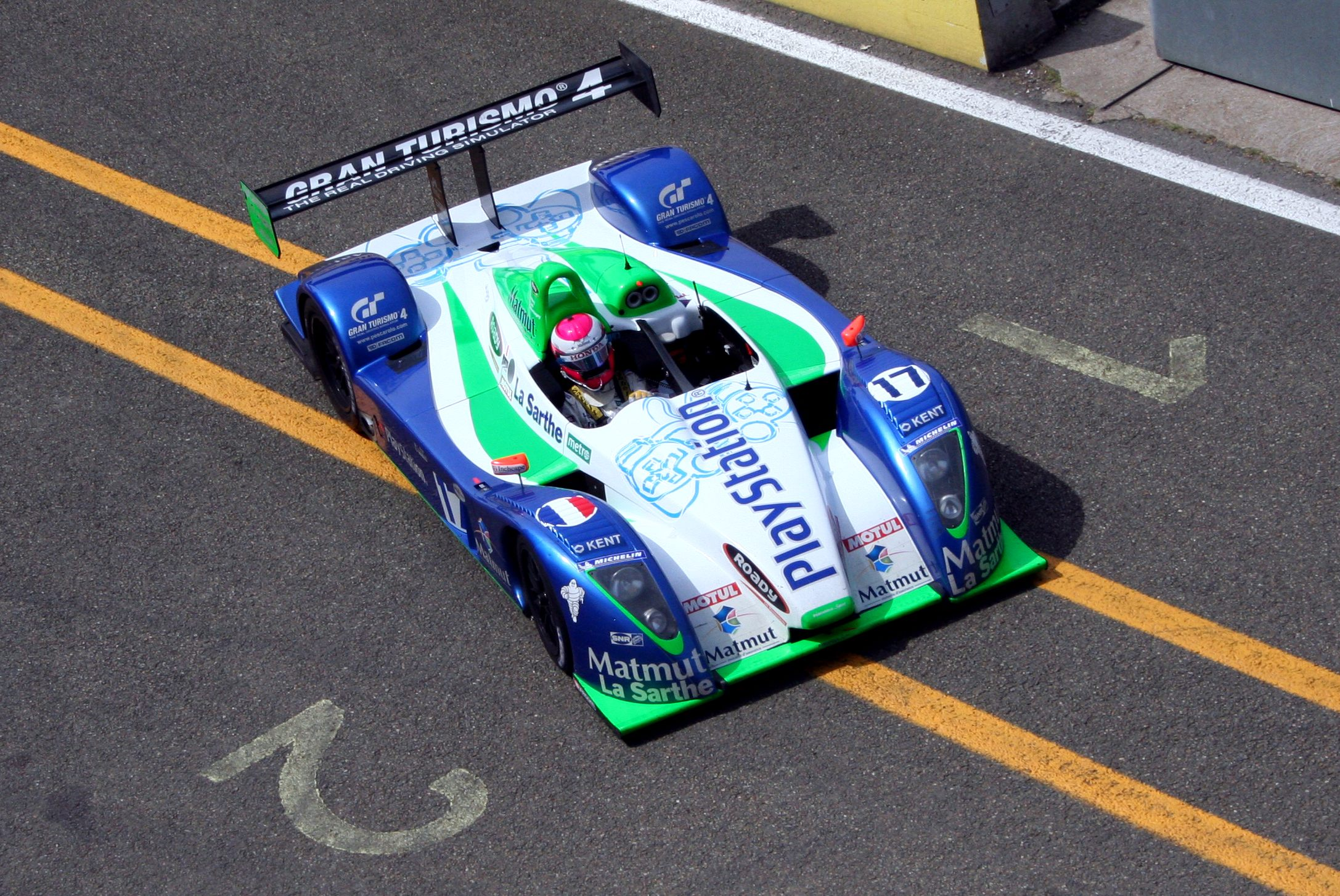
Den framgångsrika Pescarolo C60, som vann Le Mans Series 2005 och 2006.

Pescarolo Sport är ett sportvagnsracing-stall, startat av den franske racerföraren Henri Pescarolo som verkade mellan 2000 och 2013.
Under 1990-talet körde Henri Pescarolo Le Mans 24-timmars för Courage Compétition. 1999 beslutade han sig för att avsluta karriären och istället starta ett stall under eget namn. Pescarolo Sport bildades den 1 januari 2000 i staden Le Mans. De första åren fokuserade man på Le Mans-loppet och körde Courage-bilar med Peugeot-motorer.
Säsongen 2004 satsade man fullt ut på Le Mans Series. Stallet hade vidareutvecklat Courage-bilen så mycket att den nu kallades Pescarolo C60. Peugeot hade dragit tillbaka sitt stöd och istället vände man sig till motorleverantören Judd. Säsongerna 2005 och 2006 blev stallets hittills mest framgångsrika, med två raka segrar i Le Mans Series. Dessutom kom stallet tvåa på Le Mans dessa år, efter de ohejdbara Audi R10-bilarna.
Till säsongen 2007 utvecklade Pescarolo Sport den egna Le Mans Prototypen Pescarolo 01. Förutom de egna tävlingsbilarna har man sålt bilar till flera privatstall.
Vid Le Mans-loppet 2009 agerade Pescarolo Sport hjälpryttare i Peugeots storsatsning att åter vinna det legendariska loppet och förutom de egna bilarna körde stallet en inlånad Peugeot 908 HDi FAP. Pescarolos Peugeot-satsning slutade med en rejäl krasch på söndagsmorgonen.
I början av 2010-talet drabbades Pescarolo Sport av ekonomiska problem och sista gången man deltog i Le Mans 24-timmars var 2012. Stallet upplöstes i början av 2014.